# Il'ja Abaev
Il'ja Viktorovič Abaev (in russo Илья Викторович Абаев?, traslitterazione anglosassone: Ilya Viktorovich Abayev; Mosca, 2 agosto 1981) è un ex calciatore russo, di ruolo portiere.

## Palmarès

### Club

#### Competizioni nazionali
- Pervyj divizion: 1

Anži: 2009
- Coppa di Russia: 1

Lokomotiv Mosca: 2014-2015